# Горинци
Горинци су насељено место у Карловачкој жупанији у Хрватској. Административно припада општини Генералски Стол.

## Становништво
Према попису становништва из 2001. године, насеље је имало 115 становника у 26 породичних домаћинстава.
Кретање броја становника по пописима 1857—2001.
| година пописа  | 1857. | 1869. | 1880. | 1890. | 1900. | 1910. | 1921. | 1931. | 1948. | 1953. | 1961. | 1971. | 1981. | 1991. | 2001. |
| бр. становника | 148   | 182   | 197   | 180   | 169   | 0     | 0     | 169   | 180   | 176   | 164   | 139   | 124   | 173   | 115   |

- Напомена

До 1991. исказивано под именом Лешће. У 1910. и 1921. подаци су садржани у насељу Скукани.